# Браун, Эмери
Эмери Браун (англ. Emery Neal Brown; род. 1957, Окала, Флорида) — американский статистик и специалист в области нейронаук и анестезиологии. Дважды доктор.
Профессор Массачусетского технологического института и Гарвардской медицинской школы, сотрудник Massachusetts General Hospital, директор Harvard–MIT Program of Health Sciences and Technology, член Национальных Академии наук (2014), Медицинской (2007) и Инженерной (2015) академий США (один из 21 таковых одновременных членов), а также Американского философского общества (2023).

## Биография
Окончил Гарвард-колледж (бакалавр, 1978). Там же, в Гарвардском университете, получил степени магистра (1984) и доктора философии (1988) по статистике, а также в его медицинской школе — доктора медицины (1987). В 1978—1979 годах обучался в Институте Фурье (Франция), а в 1987—1988 годах врач-интерн Brigham and Women's Hospital, в последнем же в 1988—1989 годах исследовательский фелло. В 1989—1992 годах в Massachusetts General Hospital. С 2006 года в штате Массачусетского технологического института. Ныне он также является именным профессором (Warren M. Zapol Professor) анестезии Гарвардской медицинской школы и анестезиологом Massachusetts General Hospital. Входил в рабочую группу BRAIN Initiative.
Член Американской академии искусств и наук (2012), Национальной академии изобретателей (2015), Florida Inventors Hall of Fame (2018), фелло American Institute for Medical and Biological Engineering (2006), Американской статистической ассоциации (2006), Американской ассоциации содействия развитию науки (2007), IEEE (2008), Института математической статистики (2016).
Опубликовал более 150 научных работ.

## Награды и отличия
- National Institutes of Health Director's Pioneer Award[англ.] (2007)
- Jerome Sacks Award, National Institute of Statistical Science[англ.] (2011)
- NIH Director’s Transformative Research Award (2012)
- Стипендия Гуггенхайма (2015)
- American Society of Anesthesiologists[англ.] Award for Excellence in Research (2015)
- Медальон-лекция (Medallion Lecture) Института математической статистики (2017)
- Премия Диксона по науке, Университет Карнеги — Меллона (2018)[7]
- Премия Грубера по нейронаукам (2022)
- Национальная научная медаль США (2025)[8]